# Julio Peralta
Julio Leonardo Peralta Martínez, né le 9 septembre 1981 à Paramaribo au Suriname, est un joueur de tennis professionnel chilien.

## Carrière
Il commence sa carrière professionnelle en 2000 et joue principalement sur le circuit Future où il remporte son premier titre en 2001 à Lima. Deux ans plus tard, il évolue sur le circuit Challenger, participe à trois quarts de finale (Prague, Campos do Jordão et Manerbio) et remporte son premier titre à Belo Horizonte, ce qui lui permet d'atteindre son meilleur classement à la fin de l'année.
Il a connu plusieurs problèmes physiques durant sa carrière. En juin 2002, une grave blessure au dos l'écarte des courts pendant 6 mois, ainsi que de la sélection Chilienne avec laquelle il devait participer à une rencontre de Coupe Davis contre le Mexique. Fin 2003, il manque 7 mois de compétition en raison d'une fracture de l'épaule contractée lors d'un tournoi Challenger en Italie. En 2004, il contracte une périostite au tibia qui le poussera à mettre un terme à sa carrière. Il entame des études d'ingénieur en 2005 puis il parvient à retrouver l'envie de jouer au tennis et se voit sélectionné pour la World Team Cup en 2007 où il jouera deux matchs de double. Il remporte également deux tournois au Chili en 2008. De nouveau embêté par des blessures, il décide de s'installer aux États-Unis et devient en 2009 entraîneur adjoint pour l'University of South Carolina Upstate de Spartanburg en Caroline du Sud. Il y suit parallèlement des études d'administration économique. Il participe également à des tournois interclubs en Europe pendant l'été ainsi qu'à quelques tournoi professionnels comme à Brunswick en 2011 où il atteint le second tour. Il reprend sa carrière fin 2014 mais seulement en double.
En 2015, il remporte 4 tournois Challenger à Tallahassee avec Dennis Novikov, et à Corrientes, Bogota et Buenos Aires avec l'Argentin Horacio Zeballos. En 2016, il remporte six autres tournois Challenger ainsi que ses trois premiers tournois ATP en double à São Paulo en février, puis à Gstaad en juillet, et à Metz en septembre, toujours avec Zeballos. Vainqueur du tournoi de Houston en 2017, il rajoute deux titres à son palmarès en 2018 à Båstad et à l'ATP 500 de Hambourg. Il est absent des courts depuis octobre 2018 en raison d'une blessure au poignet. Sa sélection au mois de février 2019 en équipe chilienne de Coupe Davis alors qu'il est toujours convalescent suscite la controverse,.

## Palmarès

### Titres en double messieurs
| No | Date       | Nom et lieu du tournoi                                       | Catégorie | Dotation    | Surface      | Partenaire       | Finalistes                        | Score            |          |
| -- | ---------- | ------------------------------------------------------------ | --------- | ----------- | ------------ | ---------------- | --------------------------------- | ---------------- | -------- |
| 1  | 22-02-2016 | Brasil Open São Paulo                                        | ATP 250   | 436 220 $   | Terre (ext.) | Horacio Zeballos | Pablo Carreño-Busta David Marrero | 4-6, 6-1, [10-5] | Parcours |
| 2  | 18-07-2016 | J. Safra Sarasin Swiss Open Gstaad Gstaad                    | ATP 250   | 463 520 €   | Terre (ext.) | Horacio Zeballos | Mate Pavić Michael Venus          | 7-62, 6-2        | Parcours |
| 3  | 19-09-2016 | Moselle Open Metz                                            | ATP 250   | 463 520 €   | Dur (int.)   | Horacio Zeballos | Mate Pavić Michael Venus          | 6-3, 7-64        | Parcours |
| 4  | 10-04-2017 | Fayez Sarofim & Co. US Men's Clay Court Championship Houston | ATP 250   | 535 625 $   | Terre (ext.) | Horacio Zeballos | Dustin Brown Frances Tiafoe       | 4-6, 7-5, [10-6] | Parcours |
| 5  | 16-07-2018 | Skistar Swedish Open Båstad                                  | ATP 250   | 501 345 €   | Terre (ext.) | Horacio Zeballos | Simone Bolelli Fabio Fognini      | 6-3, 6-4         | Parcours |
| 6  | 23-07-2018 | German Tennis Championships Hambourg                         | ATP 500   | 1 619 935 € | Terre (ext.) | Horacio Zeballos | Oliver Marach Mate Pavić          | 6-1, 4-6, [10-6] | Parcours |

### Finales en double messieurs
| No | Date       | Nom et lieu du tournoi                | Catégorie | Dotation    | Surface      | Vainqueurs                     | Partenaire        | Score            |          |
| -- | ---------- | ------------------------------------- | --------- | ----------- | ------------ | ------------------------------ | ----------------- | ---------------- | -------- |
| 1  | 06-02-2017 | Ecuador Open Quito                    | ATP 250   | 482 060 $   | Terre (ext.) | James Cerretani Philipp Oswald | Horacio Zeballos  | 6-3, 2-1 ab.     | Parcours |
| 2  | 20-08-2017 | Winston-Salem Open Winston-Salem      | ATP 250   | 664 825 $   | Dur (ext.)   | Jean-Julien Rojer Horia Tecău  | Horacio Zeballos  | 6-3, 6-4         | Parcours |
| 3  | 18-09-2017 | St. Petersburg Open Saint-Pétersbourg | ATP 250   | 1 000 000 $ | Dur (int.)   | Roman Jebavý Matwé Middelkoop  | Horacio Zeballos  | 6-4, 6-4         | Parcours |
| 4  | 16-10-2017 | European Open Anvers                  | ATP 250   | 589 185 €   | Dur (int.)   | Scott Lipsky Divij Sharan      | Santiago González | 6-4, 2-6, [10-5] | Parcours |

## Parcours dans les tournois duGrand Chelem

### En double
| Année | Open d'Australie            | Open d'Australie         | Internationaux de France   | Internationaux de France | Wimbledon                  | Wimbledon                | US Open                      | US Open                 |
| ----- | --------------------------- | ------------------------ | -------------------------- | ------------------------ | -------------------------- | ------------------------ | ---------------------------- | ----------------------- |
| 2015  | —                           | —                        | —                          | —                        | —                          | —                        | 1er tour (1/32) M. Seeberger | S. Giraldo R. Junaid    |
| 2016  | —                           | —                        | 2e tour (1/16) Denis Kudla | P.-H. Herbert N. Mahut   | 1er tour (1/32) A. Molteni | D. Brown J.-L. Struff    | 1er tour (1/32) H. Zeballos  | Mate Pavić M. Venus     |
| 2017  | 1er tour (1/32) H. Zeballos | W. Koolhof M. Middelkoop | 1/4 de finale H. Zeballos  | J. S. Cabal Robert Farah | 2e tour (1/16) H. Zeballos | N. Mektić F. Škugor      | 2e tour (1/16) H. Zeballos   | J. S. Cabal L. Mayer    |
| 2018  | 1er tour (1/32) S. González | Hugo Nys Benoît Paire    | 2e tour (1/16) H. Zeballos | Calvin Hemery S. Robert  | 2e tour (1/16) H. Zeballos | Divij Sharan Artem Sitak | 2e tour (1/16) H. Zeballos   | A. Krajicek T. Sandgren |
|       |                             |                          |                            |                          |                            |                          |                              |                         |
| 2022  | —                           | —                        | —                          | —                        | 1er tour (1/32) A. Tabilo  | J. O'Mara K. Skupski     |                              |                         |

N.B. : le nom du partenaire se trouve sous le résultat ; le nom des ultimes adversaires se trouve à droite.

## Classement ATP en fin de saison
| Année          | 2014 | 2015 | 2016 | 2017 | 2018 |
| Rang en double | 881  | 101  | 44   | 29   | 40   |

Source : (en) Classements de Julio Peralta sur le site officiel de la Fédération internationale de tennis